# 탈라오스
탈라오스(Talaus)는 그리스 신화에 나오는 아르고스의 왕이다. 예언자 멜람푸스의 형 비아스가 필로스 왕 넬레우스의 딸 페로와 결혼하여 낳은 아들이다. 황금의 양모피를 찾기 위해 아르고호의 모험에 참가한 영웅들의 명단에 대해서는 여러 가지 설이 있다. 탈라오스의 아내와 자식에 대해서도 여러 가지 설이 있다. 먼저 멜람푸스의 아들 아바스의 딸 리시마케와 결혼하여 아드라스토스, 파르테노파이오스, 프로낙스, 메키스테우스, 아리스토마코스, 히포메돈 등의 아들과 딸 에리필레를 낳았다고 한다. 이 가운데 파르테노파이오스는 처녀 사냥꾼으로 잘 알려진 아탈란테의 아들이라고도 하고, 아리스토마코스는 히포메돈의 아들이라고도 한다. 또 히포메돈은 므네시마코스와 메티디케의 아들이라고도 한다.